# Lingua sindhi
La lingua sindhi (in arabo-persiano سنڌي; in devanagari सिन्धी; in gurmukhi ਸਿੰਧੀ; in urdu سندھی) è una lingua della famiglia linguistica indoaria parlata in Pakistan ed in India.
Al 2022, è parlata da 33,2 milioni di parlanti totali.

## Distribuzione geografica
Nel 2017, il sindhi era parlato da quasi 32 milioni di persone in Pakistan, la maggior parte dei quali sono concentrati nell'omonima regione del Sindh. Una piccola parte dei locutori si trovano in India. La lingua è attestata anche in altri paesi, in seguito all'emigrazione di questa popolazione.

### Lingua ufficiale
Il sindhi ha carattere di ufficialità nella regione del Sindh, in Pakistan. Il governo pakistano emette le carte d'identità nazionali ai suoi cittadini solo in sindhi e in urdu.
È una delle 22 lingue ufficialmente riconosciute dall'allegato VIII della Costituzione dell'India.

## Classificazione
Il sindhi è una lingua della famiglia indoaria del ramo indo-iraniano della famiglia delle lingue indo-europee, anche se è rappresentata con segni di forte influenza dravidica.
La sua principale influenza fu così una versione locale della forma parlata di sanscrito.

## Storia
Il sindhi diventa una lingua letteraria famosa tra il XIV e il XVIII secolo nel nord dell'India, allora già islamizzato. La prima traduzione del Corano in sindhi, secondo la tradizione islamica, è stata fatta nell'883 d.C.
Il primo dizionario inglese-sindhi è stato fatto nel 1849 utilizzando la scrittura devanagari.

## Scrittura
In Pakistan il sindhi è scritto in una variante dell'alfabeto persiano, il quale è stato adottato sotto l'incoraggiamento dei britannici quando il Sindh era sotto il loro controllo nel XIX secolo.
L'alfabeto è di 52 lettere, rispetto al persiano ha aggiunto i digrafi e 18 nuove lettere ڄ ,ٺ ,ٽ ,ٿ ,ڀ ,ٻ ,ڙ ,ڍ ,ڊ ,ڏ ,ڌ ,ڇ ,ڃ ,ڦ ,ڻ ,ڱ ,ڳ ,ڪ per particolari suoni del sindhi e di altre lingue indo-arie. Alcune lettere distinte in arabo e persiano sono omofone in sindhi.
| جھ‎   | ڄ‎ | ج‎  | پ‎            | ث‎ | ٺ‎              | ٽ‎  | ٿ‎  | ت‎ | ڀ‎  | ٻ‎  | ب‎ | ا‎      |
| ---- | - | -- | ------------ | - | -------------- | -- | -- | - | -- | -- | - | ------ |
| ɟʱ   | ʄ | ɟ  | p            | s | ʈʰ             | ʈ  | tʰ | t | bʱ | ɓ  | b | ɑː ʔ ∅ |
| ڙ‎    | ر‎ | ذ‎  | ڍ‎            | ڊ‎ | ڏ‎              | ڌ‎  | د‎  | خ‎ | ح‎  | ڇ‎  | چ‎ | ڃ‎      |
| ɽ    | r | z  | ɖʱ           | ɖ | ɗ              | dʱ | d  | x | h  | cʰ | c | ɲ      |
| ڪ‎    | ق‎ | ڦ‎  | ف‎            | غ‎ | ع‎              | ظ‎  | ط‎  | ض‎ | ص‎  | ش‎  | س‎ | ز‎      |
| k    | q | pʰ | f            | ɣ | ɑː oː eː ʔ ʕ ∅ | z  | t  | z | s  | ʃ  | s | z      |
| ي‎    | ء‎ | ھ‎  | و‎            | ڻ‎ | ن‎              | م‎  | ل‎  | ڱ‎ | گھ‎ | ڳ‎  | گ‎ | ک‎      |
| j iː |   | h  | ʋ ʊ oː ɔː uː | ɳ | n              | m  | l  | ŋ | ɡʱ | ɠ  | ɡ | kʰ     |

## Vocabolario
Il sindhi ha ereditato molte parole dal sanscrito, ma ha ricevuto anche numerosi prestiti dall'arabo e dal persiano. Fu influenzato anche dall'inglese. Oggi subisce una forte influenza dall'Urdu, mentre in India è influenzato dall'hindi, con prestiti da elementi sanscriti tatsam.